# Loupiac (Lot)
Loupiac település Franciaországban, Lot megyében. Lakosainak száma 273 fő (2022. január 1.). Loupiac Lanzac, Calès, Lamothe-Fénelon, Nadaillac-de-Rouge, Payrac és Pinsac községekkel határos.

## Népesség
A település népességének változása:
| Lakosok száma | 232  | 243  | 210  | 263  | 253  | 259  | 260  | 261  | 260  | 273  |
|               | 1968 | 1982 | 1990 | 2006 | 2013 | 2015 | 2017 | 2019 | 2020 | 2022 |